# La Malahá
La Malahá este o arie protejată (arie specială de conservare — SAC, sit de importanță comunitară — SCI) din Spania întinsă pe o suprafață de 693,36 ha, integral pe uscat.

## Localizare
Centrul sitului La Malahá este situat la coordonatele 37°06′30″N 3°42′51″W / 37.1083°N 3.7142°V.

## Înființare
Situl La Malahá a fost declarat sit de importanță comunitară în decembrie 2000 pentru a proteja 24 de specii de animale. Situl a fost protejat și ca arie specială de conservare în iulie 2020.

## Biodiversitate
Situată în ecoregiunea mediteraneană, aria protejată conține 3 habitate naturale: Galerii și tufărișuri riverane sudice (Nerio-Tamaricetea și Securinegion tinctoriae), Pseudostepă cu ierburi și specii anuale de Thero-Brachypodietea, Vegetație gipsofilă iberică (Gypsophiletalia).
La baza desemnării sitului se află mai multe specii protejate:
- păsări (21): fâsă-de-câmp (Anthus campestris), pasărea ogorului (Burhinus oedicnemus), ciocârlie-cu-degete-scurte (Calandrella brachydactyla), șerpar (Circaetus gallicus), erete de stuf (Circus aeruginosus), erete vânăt (Circus cyaneus), erete cenușiu (Circus pygargus), dumbrăveancă (Coracias garrulus), gușă vânătă (Cyanecula svecica), Elanus caeruleus, șoim de iarnă (Falco columbarius), Falco naumanni, Galerida theklae, acvilă pitică (Hieraaetus pennatus), piciorong (Himantopus himantopus), ciocârlie de bărăgan (Melanocorypha calandra), gaia neagră (Milvus migrans), Oenanthe leucura, Pterocles orientalis, silvie de tufiș (Sylvia undata), spârcaci (Tetrax tetrax)
- amfibieni (1): Discoglossus galganoi
- nevertebrate (1): Apteromantis aptera
- reptile (1): Mauremys leprosa

Pe lângă speciile protejate, pe teritoriul sitului au mai fost identificate 1 specie de plante, 2 specii de amfibieni, 1 specie de reptile.